# Liste der Weltmeister im Distanzreiten
Die Weltmeisterschaft im Distanzreiten wird seit 1986 alle zwei Jahre von der FEI ausgerichtet.

## Liste der Weltmeister im Distanzreiten
| Jahr                       | Gastgeber (Distanz)  | Einzel Gold                                                                                    | Einzel Silber                                                   | Einzel Bronze                                                         | Team Gold                    | Team Silber            | Team Bronze                                                 |
| -------------------------- | -------------------- | ---------------------------------------------------------------------------------------------- | --------------------------------------------------------------- | --------------------------------------------------------------------- | ---------------------------- | ---------------------- | ----------------------------------------------------------- |
| 2023 (verschoben von 2022) | Butheeb              | Hh Sh Nasser Bin Hamad al Khalifa Darco la Majorie (07:26:34, 21,02 km/h)                      | Salem Hamad Saeed Malhoof al Kitibi Haleh (07:24:24, 21,6 km/h) | Jaume Dachs Punti Echo Falls (07:46:06, 20,19 km/h)                   | Frankreich                   | Portugal               | Italien                                                     |
| 2021                       | Pisa, San Rossore    | Salem Hamad Saeed Malhoof al Kitibi Haleh (07:24:24, 21,6 km/h)                                | Mansour Saeed Mohd al Faresi Brimann Aya (07:43:06, 20.31)      | Boni Viada de Vivero As Embrujo (07:31:26, 21,27 km/h)                | Spanien                      | Frankreich             | Niederlande                                                 |
| 2020                       | *                    | verschoben auf 2021 aufgrund der COVID-19-Pandemie                                             | *                                                               | *                                                                     | *                            | *                      | *                                                           |
| WEG 2018                   | Tryon (160 km)       | 2018 wurde die Weltmeisterschaft im Distanzreiten aufgrund schlechter Bedingungen abgebrochen. | *                                                               | *                                                                     | *                            | *                      | *                                                           |
| 2016                       | Šamorín              | Jaume Dachs Punti Twyst Maison Blanche (06:46:42, 23,605 km/h)                                 | Alex Luque Moral Calandria PH (06:47:32, 23,556 km/h)           | Nasser Bin H Al Khalifa Waterlea dawn treader (06:49:47, 23,427 km/h) | Spanien                      | Brasilien              | Frankreich                                                  |
| WEG 2014                   | Sartilly (160 km)    | Hamdan bin Muhammad Al Maktum Yamamah                                                          | Marijke Visser Laiza de Jalima                                  | Abdulrahman Saad Al Sulaiteen Koheilan Kincso                         | Spanien                      | Frankreich             | Schweiz Barbara Lissarrague, Sonja Fritschi, Andrea Amacher |
| 2012                       | Euston Park          | Muhammad bin Raschid Al Maktum Intisaar                                                        | Rashid Dalmook Al Maktum Yamamah                                | Ali Khalfan Al Jahouri Vendaval                                       | Vereinigte Arabische Emirate | Frankreich             | Oman                                                        |
| WEG 2010                   | Lexington (160 km)   | Maria Mercedes Alvarez Ponton Nobby                                                            | Muhammad bin Raschid Al Maktum Ciel Oriental                    | Hamdan bin Muhammad Al Maktum SAS Alexis                              | Vereinigte Arabische Emirate | Frankreich             | Deutschland                                                 |
| 2008                       | Terengganu           | Maria Mercedes Alvarez Ponton Nobby                                                            | Agustin Vita Agustin Baraka Ibn Tamah                           | Sultan Ahmed Sultan Sulayem Tazoul El Parry                           | Vereinigte Arabische Emirate | Katar                  | Bahrain                                                     |
| WEG 2006                   | Aachen (160 km)      | Miguel Vila Ubach Hungares                                                                     | Virginie Atger Kangoo d’Aurabelle                               | Elodie le Labourier Sangho’Limousian                                  | Frankreich                   | Schweiz                | Portugal                                                    |
| 2005                       | Dubai 27.01.2005     | Barbara Lissarrague Georgat                                                                    | Muhammad bin Raschid Al Maktum Nashmi                           | Hazza Bin Zayed Al Nahyan Mindari Aenzac                              | Italien                      | Australien             | Belgien                                                     |
| WEG 2002                   | Jerez de la Frontera | Ahmed Bin Muhammad Al Maktum Bowman                                                            | Antonio Rosi Alex Raggio di Sole                                | Sunny Demedy Fifi du Bagnas                                           | Frankreich                   | Italien                | Australien                                                  |
| 2000                       | Compiègne            | Maya Killa Perringérard Varoussa                                                               | Césile Miletto Dynamik                                          | Dominique Payen Nida                                                  | Australien                   | Vereinigtes Königreich | Schweden                                                    |
| 1998                       | Dubai                | Valerie Kanavy High Winds Jedi                                                                 | Fausto Fiorucci Faris Jaber                                     | Daisuke Yasunaga Natsu                                                | Neuseeland                   | Vereinigte Staaten     | Australien                                                  |
| 1996                       | Fort Riley           | Danielle Kanavy Pieraz                                                                         | Valerie Kanavy TK Fire N Gold                                   | Jacques David Nelson 1                                                | Vereinigte Staaten           | Frankreich             | Schweiz                                                     |
| WEG 1994                   | Den Haag             | Danielle Kanavy Pieraz                                                                         | Dennis Pesce Melfenik                                           | Stéphane Fleury Roc’H                                                 | Frankreich                   | Spanien                | Australien                                                  |
| 1992                       | Barcelona (160 km)   | Becky Hart RO Grand Sultan                                                                     | Bénédicte Aiger Sunday d’Aur                                    | Maggie Price Ramegwa Kana                                             | Frankreich                   | Vereinigte Staaten     | Spanien                                                     |
| WEG 1990                   | Stockholm            | Becky Hart RO Grand Sultan                                                                     | Jane Donovan Ibriz                                              | June Petersen Abbellne Llonel                                         | Vereinigtes Königreich       | Belgien                | Spanien                                                     |
| 1988                       | Front Royal (160 km) | Becky Hart RO Grand Sultan                                                                     | John Crandall G. T. Grisha                                      | Jeannie Waldren Cher Habu                                             | Vereinigte Staaten           | Kanada                 | Frankreich                                                  |
| 1986                       | Pratoni del Vivaro   | Cassandra Schuler Skikos Omar                                                                  | Jeannie Waldren Cher Habu                                       | Bernhard Dornsiepen Drago                                             | Vereinigtes Königreich       | Vereinigte Staaten     | Frankreich                                                  |